# Chris Ramos
Chris Ramos (Cádiz, 1997. január 18. –) spanyol labdarúgó, a Cádiz csatárja.

## Pályafutása
Ramos a spanyolországi Cádiz városában született.
2016-ban mutatkozott be a Mercadal felnőtt keretében. 2017-ben a San Fernando, majd 2018-ban a Real Valladolid szerződtette. 2018 és 2021 között a Sevilla B, a Badajoz és a Lugo csapatát erősítette kölcsönben. A lehetőséggel élve, 2021-ben a másodosztályban szereplő Lugohoz igazolt. 2023. január 31-én 5½ éves szerződést kötött az első osztályban érdekelt Cádiz együttesével. Először a 2023. február 23-ai, Athletic Bilbao ellen 4–1-re elvesztett mérkőzés 70. percében, Roger Martí cseréjeként lépett pályára. Első gólját 2023. április 9-én, a Real Betis ellen idegenben 2–0-ás győzelemmel zárult találkozón szerezte meg.

## Statisztikák
2023. április 9. szerint
| Klub            | Szezon   | Osztály          | Bajnokság | Bajnokság | Kupa és Ligakupa | Kupa és Ligakupa | Nemzetközi | Nemzetközi | Összesen | Összesen |
| Klub            | Szezon   | Osztály          | Meccs     | Gól       | Meccs            | Gól              | Meccs      | Gól        | Meccs    | Gól      |
| --------------- | -------- | ---------------- | --------- | --------- | ---------------- | ---------------- | ---------- | ---------- | -------- | -------- |
| Real Valladolid | 2017–18  | Segunda División | 6         | 0         | 0                | 0                | —          | —          | 6        | 0        |
| Real Valladolid | 2018–19  | La Liga          | 1         | 0         | 0                | 0                | —          | —          | 1        | 0        |
| Real Valladolid | Összesen | Összesen         | 7         | 0         | 0                | 0                | 0          | 0          | 7        | 0        |
| Lugo            | 2020–21  | Segunda División | 35        | 2         | 2                | 1                | —          | —          | 37       | 3        |
| Lugo            | 2021–22  | Segunda División | 40        | 7         | 1                | 0                | —          | —          | 41       | 7        |
| Lugo            | 2022–23  | Segunda División | 24        | 7         | 0                | 0                | —          | —          | 24       | 7        |
| Lugo            | Összesen | Összesen         | 99        | 16        | 3                | 1                | 0          | 0          | 102      | 17       |
| Cádiz           | 2022–23  | La Liga          | 8         | 1         | 0                | 0                | —          | —          | 8        | 1        |
| Összesen        | Összesen | Összesen         | 114       | 17        | 3                | 1                | 0          | 0          | 117      | 18       |